# Rende, Kalabrien
Rende är en ort och kommun i provinsen Cosenza i regionen Kalabrien i Italien. Kommunen hade 35 526 invånare (2018).